# NGC 5784
NGC 5784 é uma galáxia lenticular (S0) localizada na direcção da constelação de Boötes. Possui uma declinação de +42° 33' 31" e uma ascensão recta de 14 horas, 54 minutos e 16,4 segundos.
A galáxia NGC 5784 foi descoberta em 9 de Abril de 1787 por William Herschel.